# Chrysostoma Aloisie Tyralíková
Chrysostoma Aloisie Tyralíková (1. června 1908, Jarcová – 29. října 1989, Znojmo - Hradiště) byla česká farmaceutka a řeholnice, boromejka. Na počátku 50. let 20. století byla představenou řádové nemocnice v Pelhřimově, ukrývala pronásledované kněze a dopomáhala jim k útěku za hranice (mimo jiné pomáhala i Oto Mádrovi). 23. ledna 1953 byla zatčena a ve vykonstruovaném procesu (viz monstrproces Mádr a kol.) odsouzena na 10 let nepodmíněně. Propuštěna byla na všeobecnou amnestii 10. května 1960.